# Gustav Herdan
Gustav Herdan (* 21. Januar 1897 in Brünn; † 16. November 1968 in Bournemouth) war ein österreichisch-englischer Jurist, Statistiker und Linguist.

## Leben
Herdan begann ab dem Wintersemester 1917/18 ein Studium der Rechtswissenschaft in Wien und Prag. Er promovierte 1923 an der deutschen Universität Prag. Er schloss diese Promotion ohne Dissertation ab, da zu dieser Zeit keine Dissertationen in diesem Fach angefertigt wurden.
Ab 1933 folgte ein Studium vor allem des Chinesischen in Berlin, London (Diplom für klassisches Chinesisch), Prag und Wien. 1937 schloss er dieses Studium in Wien ab mit Promotion in Sinologie (ostasiatische Sprachen) und englischer Philologie. Er verfasste dazu eine Dissertation über das Thema Reduplikation mit dem Titel: Die Reduplikationen des Chih Ching. Es existiert nur ein Exemplar, welches in Wien aufbewahrt wird.
1938 musste er wegen der politischen Lage nach England emigrieren. Dort folgte ein Studium der Mathematik und Statistik. Ab 1948 dann Anstellung als Lecturer für Statistik in der Medizin an der Universität Bristol.

## Bedeutung
Herdans Bedeutung für die Sprachwissenschaft besteht darin, dass er wohl als erster (1964) eine Gesamtdarstellung der Quantitativen Linguistik vorgelegt hat.
Ein wesentlicher Aspekt seiner Arbeit ist die Entwicklung und Überprüfung von mathematisch formulierten Sprachgesetzen („statistical laws“). In Anknüpfung an Ferdinand de Saussures Dichotomie von langue und parole sowie an die Informationstheorie und Kybernetik steht er zusammen mit Pierre Guiraud und Charles Muller für den Aufschwung der Quantitativen Linguistik in den 1950er/1960er Jahren.
Er befasst sich auf statistischer Grundlage mit vielen Themen, zu denen er auch umfangreiche neue Daten bereitstellt: Probleme der Identifikation anonymer Autoren, Stilometrie (Quantitative Stilistik), Sprachwandel und Sprachmischung, Type-Token-Relation, Wortlängen- und Wortfrequenzverteilungen, Zusammenhang zwischen Textlänge und Vokabularumfang sowie zwischen Stilistik und Sprachtypologie.
In seinen Werken werden etliche Sprachgesetze vorgestellt, darunter die Zipf- (Zipfsches Gesetz) bzw. Zipf-Mandelbrot-Verteilung, Poisson-Verteilung, Lognormalverteilung. Damit ist Herdan einer der Pioniere der Quantitativen Linguistik.

## Werke (Auswahl)
- Language as Choice and Chance. Noordhoff, Groningen 1956.
- Type-Token Mathematics. A Textbook of Mathematical Linguistics. Mouton, ‘s-Gravenhage 1960.
- The Calculus of Linguistic Observations. Mouton, ‘s-Gravenhage 1962.
- Quantitative Linguistics. Butterworth, London 1964.
- The Structuralistic Approach to Chinese Grammar and Vocabulary. Two Essays.: Mouton, The Hague 1964.
- The advanced theory of language as choice and chance. Springer, Berlin / Heidelberg / New York 1966.

Anmerkung: Herdan hat allein oder mit anderen zusammen eine große Zahl von Beiträgen zu vor allem linguistischen und medizinischen Themen veröffentlicht.